# Анализ парциальных волн
Анализ парциальных волн в контексте квантовой механики относится к методу решения задач рассеяния путём разложения каждой волны на составляющие её компоненты углового момента и построения решения с использованием граничных условий.

## Предварительные сведения из теории рассеяния
Следующее описание следует каноническому способу рассмотрения элементарной теории рассеяния. Постоянный пучок частиц рассеивается на сферически-симметричном потенциале {\displaystyle V(r)}, который является короткодействующим, так что на больших расстояниях при {\displaystyle r\to \infty }, частицы ведут себя как свободные частицы. В принципе, любая частица должна описываться волновым пакетом, но вместо этого мы описываем рассеяние в виде плоской волны {\displaystyle \exp(ikz)} движущейся вдоль z оси, так как волновые пакеты можно разложить по плоским волнам, что упрощает вычисления. Поскольку пучок включается на времена, большие по сравнению со временем взаимодействия частиц с рассеивающим потенциалом, предполагается стационарность этой задачи. То есть следует решить стационарное уравнение Шрёдингера для волновой функции {\displaystyle \Psi (\mathbf {r} )} представляющий пучок частиц:
{\displaystyle \left[-{\frac {\hbar ^{2}}{2m}}\nabla ^{2}+V(r)\right]\Psi (\mathbf {r} )=E\Psi (\mathbf {r} )\,.}
Для нахождения решения делают следующий анзац:
{\displaystyle \Psi (\mathbf {r} )=\Psi _{0}(\mathbf {r} )+\Psi _{\text{s}}(\mathbf {r} )\,,}
где {\displaystyle \Psi _{0}(\mathbf {r} )\propto \exp(ikz)} — входящая плоская волна, а {\displaystyle \Psi _{\text{s}}(\mathbf {r} )} — рассеянная волна, возмущающая исходную волновую функцию.
Эта асимптотическая форма {\displaystyle \Psi _{\text{s}}(\mathbf {r} )} представляет интерес, поскольку наблюдения вблизи центра рассеяния (например, ядра атома) в большинстве случаев невозможны, а детектирование частиц происходит далеко от источника. На больших расстояниях частицы должны вести себя как свободные частицы, и {\displaystyle \Psi _{\text{s}}(\mathbf {r} )} поэтому должна быть решением свободного уравнения Шрёдингера. Это говорит о том, что она должна иметь форму, подобную плоской волне, без каких-либо физически бессмысленных вкладов. Поэтому исследуют разложение по плоским волнам, которое представляется в виде ряда:
{\displaystyle e^{ikz}=\sum _{\ell =0}^{\infty }(2\ell +1)i^{\ell }j_{\ell }(kr)P_{\ell }(\cos \theta )\,.}
Здесь сферическая функция Бесселя {\displaystyle j_{\ell }(kr)} асимптотически ведёт себя как
{\displaystyle j_{\ell }(kr)\to {\frac {1}{2ikr}}{\big (}\exp[i(kr-\ell \pi /2)]-\exp[-i(kr-\ell \pi /2)]{\big )}\,.}
Это соответствует исходящей и приходящей сферической волне. Для рассеянной волновой функции ожидаются только исходящие части. Поэтому ожидается, что {\displaystyle \Psi _{\text{s}}(\mathbf {r} )\propto \exp(ikr)/r} на больших расстояниях и предполагается асимптотическая форма рассеянной волны равная
{\displaystyle \Psi _{\text{s}}(\mathbf {r} )\to f(\theta ,k){\frac {\exp(ikr)}{r}},}
где {\displaystyle f(\theta ,k)} — так называемая амплитуда рассеяния, которая в данном случае зависит только от угла {\displaystyle \theta } и энергии.
В заключение это приводит к следующему асимптотическому выражению для всей волновой функции:
{\displaystyle \Psi (\mathbf {r} )\to \Psi ^{(+)}(\mathbf {r} )=\exp(ikz)+f(\theta ,k){\frac {\exp(ikr)}{r}}\,.}

## Разложение по парциальным волнам
В случае сферически-симметричного потенциала {\displaystyle V(\mathbf {r} )=V(r)}, волновая функция рассеянной волны может быть разложена по сферическим гармоникам, которые сводятся к полиномам Лежандра из-за азимутальной симметрии (отсутствие зависимости от {\displaystyle \phi }):
{\displaystyle \Psi (\mathbf {r} )=\sum _{\ell =0}^{\infty }{\frac {u_{\ell }(r)}{r}}P_{\ell }(\cos \theta )\,.}
В стандартной задаче рассеяния предполагается, что падающий пучок принимает форму плоской волны с волновым числом k, которую можно разложить по парциальным волнам, используя разложение по плоским волнам с использованием сферических функций Бесселя и полиномов Лежандра:
{\displaystyle \psi _{\text{in}}(\mathbf {r} )=e^{ikz}=\sum _{\ell =0}^{\infty }(2\ell +1)i^{\ell }j_{\ell }(kr)P_{\ell }(\cos \theta )\,.}
Здесь используется сферическая система координат, в которой z ось совмещена с направлением пучка. Радиальная часть этой волновой функции состоит исключительно из сферической функции Бесселя, которую можно переписать как сумму двух сферических функций Ганкеля:
{\displaystyle j_{\ell }(kr)={\frac {1}{2}}\left(h_{\ell }^{(1)}(kr)+h_{\ell }^{(2)}(kr)\right)\,.}
Можно раскрыть физический смысл: hℓ(2) асимптотически (то есть при больших r) ведёт себя как i−(ℓ+1)eikr/(kr) и, таким образом, является исходящей волной, тогда как hℓ(1) асимптотически ведёт себя как iℓ+1e−ikr/(kr) и, таким образом, является приходящей волной. На приходящую волну рассеяние не влияет, в то время как исходящая волна модифицируется фактором, известным как элемент S-матрицы для парциальной волны Sℓ:
{\displaystyle {\frac {u_{\ell }(r)}{r}}{\stackrel {r\to \infty }{\longrightarrow }}{\frac {i^{\ell }k}{\sqrt {2\pi }}}\left(h_{\ell }^{(1)}(kr)+S_{\ell }h_{\ell }^{(2)}(kr)\right)\,,}
где uℓ(r)/r — радиальная составляющая фактической волновой функции. Фазовый сдвиг δℓ определяется как половина фазы Sℓ:
{\displaystyle S_{\ell }=e^{2i\delta _{\ell }}\,.}
Если поток сохраняется, то |Sℓ| = 1, и, таким образом, фазовый сдвиг вещественен. Обычно это так, если потенциал не имеет мнимой поглощающей составляющей, которая часто используется в феноменологических моделях для имитации потерь, например, из-за других каналов реакции.
Следовательно, полная асимптотическая волновая функция равна
{\displaystyle \psi (\mathbf {r} ){\stackrel {r\to \infty }{\longrightarrow }}\sum _{\ell =0}^{\infty }(2\ell +1)i^{\ell }{\frac {h_{\ell }^{(1)}(kr)+S_{\ell }h_{\ell }^{(2)}(kr)}{2}}P_{\ell }(\cos \theta )\,.}
Вычитание ψin даёт асимптотическую исходящую волновую функцию:
{\displaystyle \psi _{\text{out}}(\mathbf {r} ){\stackrel {r\to \infty }{\longrightarrow }}\sum _{\ell =0}^{\infty }(2\ell +1)i^{\ell }{\frac {S_{\ell }-1}{2}}h_{\ell }^{(2)}(kr)P_{\ell }(\cos \theta )\,.}
Используя асимптотику сферических функций Ганкеля, получается
{\displaystyle \psi _{\text{out}}(\mathbf {r} ){\stackrel {r\to \infty }{\longrightarrow }}{\frac {e^{ikr}}{r}}\sum _{\ell =0}^{\infty }(2\ell +1){\frac {S_{\ell }-1}{2ik}}P_{\ell }(\cos \theta )\,.}
Поскольку амплитуда рассеяния f(θ, k) определяется из
{\displaystyle \psi _{\text{out}}(\mathbf {r} ){\stackrel {r\to \infty }{\longrightarrow }}{\frac {e^{ikr}}{r}}f(\theta ,k),}
следует, что
{\displaystyle f(\theta ,k)=\sum _{\ell =0}^{\infty }(2\ell +1){\frac {S_{\ell }-1}{2ik}}P_{\ell }(\cos \theta )=\sum _{\ell =0}^{\infty }(2\ell +1){\frac {e^{i\delta _{\ell }}\sin \delta _{\ell }}{k}}P_{\ell }(\cos \theta )\,,}
и, таким образом, дифференциальное сечение рассеяния определяется выражением
{\displaystyle {\frac {d\sigma }{d\Omega }}=|f(\theta ,k)|^{2}={\frac {1}{k^{2}}}\left|\sum _{\ell =0}^{\infty }(2\ell +1)e^{i\delta _{\ell }}\sin \delta _{\ell }P_{\ell }(\cos \theta )\right|^{2}\,.}
Эта можель работает для любого короткодействующего взаимодействия. Для дальнодействующих взаимодействий (таких как кулоновское взаимодействие) сумма по ℓ может расходиться. Общий подход для таких задач состоит в том, чтобы рассматривать кулоновское взаимодействие отдельно от короткодействующего взаимодействия, так как кулоновская проблема может быть решена точно в терминах кулоновских функций, которые играют роль функций Ганкеля в этой задаче.